# Jonathan Peña
Jonathan Peña González (22 dicembre 1973) è uno schermidore portoricano.

## Palmarès
In carriera ha conseguito i seguenti risultati:
- Giochi panamericani:

Winnipeg 1999: argento nella spada individuale.
Santo Domingo 2003: bronzo nella spada a squadre.